# Laghman (plat)
Les laghman (kazakh : лағман, lağman ; kirghize : лагман, lagman ; ouzbek : lagʻmon ; ouïghour : لەڭمەن lengmen, ләғмән ; chinois : 拉条子 ; pinyin : lātiáozi) est le nom de différents plats d'Asie centrale basés sur des nouilles tirées, en soupe ou sautées, généralement accompagnées de légumes et de viandes.